# Клепикова, Дарья Сергеевна
Да́рья Серге́евна Кле́пикова (род. 11 февраля 2005, Воронеж) — российская пловчиха, специализирующаяся на баттерфляе и вольном стиле, рекордсменка мира, чемпионка и призёр чемпионатов России по плаванию. Чемпионка мира 2025 года, двукратная чемпионка мира на короткой воде и двукратная чемпионка Европы на короткой воде.

## Спортивная карьера

### Юниорский уровень
В 2019 году 14-летняя Клепикова впервые приняла участие в крупном международном турнире по плаванию — чемпионате Европы среди юниоров (девушки 14—17 лет, юноши 15—18 лет), проходившем в России в городе Казани. Заняла пятое место в 50-метровке вольным стилем и шестое на 50-метровке баттерфляем.
В 2020-м юниорка стала «Народным чемпионом года» в Воронежской области — её кандидатуру поддержали и члены экспертного жюри, и пользователи Интернета.
В 2021 году на чемпионате Европы среди юниоров в Риме (Италия) Дарья в возрасте 16 лет выиграла семь медалей — шесть золотых и одну серебряную. Личное «золото» завоёвано в 100-метровке вольным стилем, 50 м баттерфляем, командное — в смешанной эстафете 4х100 метров вольным стилем (в команде с Владиславом Резниченко, Даниилом Косенковым, Дарьей Татариновой), в смешанной комбинированной эстафете 4х100 метров (вместе с Алексеем Ткачевым, Георгием Глазуновым и Дарьей Татариновой), женской эстафете 4х100 метров вольным стилем (в квартете с Дарьей Татариновой, Дарьей Трофимовой и Александрой Курилкиной), а также женской комбинированной эстафете 4х100 метров (с Александрой Курилкиной, Еленой Богомоловой, Анастасией Марковой). Второй Дарья стала в заплыве на 100 метров баттерфляем.

### Взрослый уровень
В ноябре 2021 года Клепикова выступала на чемпионате Европы по плаванию на короткой воде, где в составе команды выиграла две золотые медали в эстафете 4×50 метров вольным стилем и в комбинированной эстафете, установив два новых российских рекорда. За две завоёванные золотые медали на чемпионате Европы и предыдущие успехи журнал «Мир плавания» назвал её одним из «Молодых талантов» чемпионата.
26 апреля 2022 года на чемпионате России по плаванию в заплыве на 100 метров вольным стилем завоевала бронзовую медаль. На следующий день в заплыве 50 метров баттерфляем Дарья завоевала бронзовую медаль. 29 апреля в заплыве 100 метров баттерфляем завоевала бронзовую медаль.
18 апреля 2023 года на чемпионате России по плаванию в заплыве 100 метров вольным стилем завоевала серебряную медаль. 19 апреля в заплыве 50 метров баттерфляем Дарья завоевала бронзовую медаль, уступив Арине Сурковой и Аните Грищенко. 21 апреля в заплыве 100 метров баттерфляем завоевала бронзовую медаль.
16 апреля 2024 года на чемпионате России по плаванию в заплыве 100 метров вольным стилем завоевала золотую медаль, показав время 54,09 секунды. 17 апреля в заплыве 50 метров баттерфляем Дарья завоевала серебряную медаль. 19 апреля в заплыве 100 метров баттерфляем завоевала бронзовую медаль, уступив в финале Арине Сурковой и Светлане Чимровой. 25 июля 2024 года на Кубке России по плаванию Дарья Клепикова в заплыве 100 метров установила новый российский рекорд, показав время 53.36 секунды, побив предыдущий рекорд, который в 2019 году установила Мария Каменева.
В декабре 2024 года на чемпионате мира по плаванию на короткой воде в Будапеште стала двукратной обладательницей золота в смешанной комбинированной эстафете 4х50 метров и 4х100 метров, а также побила рекорд России на дистанции 100 метров вольным стилем, показав в полуфинале результат 51,68 секунды и улучшив его в финале до 51,62 секунды.
В июне 2025 года на Кубке России по плаванию в Казани победила в дистанциях на 100 м баттерфляем и 100 м вольным стилем, а также вместе с Дарьей Трофимовой, Дарьей Сурушкиной и Александрой Кузнецовой в составе сборной России с результатом 3.36,87 побила рекорд страны в эстафете 4×100 м вольным стилем, который держался с 2016 года.
В июле-августе 2025 года на чемпионате мира в Сингапуре в нейтральном статусе завоевала две медали, став чемпионкой мира в смешанной комбинированной эстафете и серебряным призёром в смешанной комбинированной эстафете 4 по 100 метров вольным стилем.